# Marujada em Curaçá
A Marujada é uma manifestação cultural, tradicional da cidade de Curaçá, no estado brasileiro da Bahia. Ocorre anualmente, nos dias 25, 30 e 31 de dezembro, em homenagem a São Benedito.
Inicialmente celebrada por escravos e atualmente celebrado por devotos católicos, povo de santo e marujos de todos os gêneros.

## História
A festividade teve sua origem no início do século XIX. Em um decreto dos senhores da região, foi definido que o dia 31 de dezembro seria o dia de descanso anual dos escravos. Neste dia, os escravos homenageavam São Benedito, o santo negro, padroeiro dos escravos. Vestiam roupas brancas, dançavam e cantavam até ao entardecer.
Posteriormente, o cortejo à São Benedito passou a ser feito por marujos homens. Na escolha do rei e rainha do cortejo, só poderiam ser elegidos pessoas negras, e a única mulher que podia participar era a rainha do cortejo. Em 2002, mulheres passaram a participar e atualmente pessoas de qualquer idade, gênero e raça podem participar do cortejo.

## Festividades

### Dia 25 de dezembro
As onze bandeiras de São Benedito percorrem as casas dos devotos, pedindo uma contribuição para os festejos. A visita é acompanhada com cantigas em deferência ao santo e passagem da bandeira sobre os moradores da casa. Ao final das visitas, as onze bandeiras se reúnem novamente e seguem para a casa da guardiã da bandeira.

### Dia 30 de dezembro
A procissão inicia-se na casa da guardiã da bandeira, percorre as ruas da cidade e finaliza na Igreja Matriz, onde as bandeiras são hasteadas nos mastros. Alguns devotos acompanham a procissão com os pés descalços e/ou segurando velas.

### Dia 31 de dezembro
Às cinco horas da madrugada, começa o embarque dos marujos em barcos enfeitados na Roça Boca da Barra, localizado no rio São Francisco e saem em cortejo até o porto de Curaçá. Após o desembarque, seguem em procissão em direção a Igreja Matriz. No percurso, visitam primeiro o rei e a rainha do cortejo, que passam a fazer parte da procissão, Durante a procissão, vão parando nas casas de devotos que, por promessa à São Benedito, oferecem comidas e bebidas. Após as visitas, a procissão segue para a Igreja Matriz, onde é celebrado uma missa.

As vestimentas tradicionais dos marujos são calças e camisa de mangas compridas brancas, meias e sapatos pretos, e chapéu ornamentado com espelho fixado na frente e fitas coloridas. Utilizam, para acompanhar a música, bumbo, viola e pandeiro.